# Petitella
 Petitella  ist eine im nördlichen tropischen Südamerika heimische Gattung von Süßwasserfischen aus der Salmlerfamilie Acestrorhamphidae.

## Merkmale
Petitella-Arten sind schlank, von weißlicher bis hellgrauer Grundfarbe und werden 4 bis 4,5 cm lang. Charakteristisch für die Gattung ist der auffällig rot gefärbte Kopf und der schwarz-weiß gemusterte Schwanz. Eine schwarze Linie verläuft vom Schwanzstiel bis zum Ende der mittleren Schwanzflossenstrahlen und je eine weitere waagerechte schwarze Linie markiert den oberen und unteren Schwanzflossenlobus. Die schwarzen Linien werden von weißen Linien voneinander getrennt. Die Schwanzflosse ist gegabelt. In der Afterflosse gibt es 17 oder weniger verzweigte Flossenstrahlen. Ausgewachsene Männchen haben auf jedem Flossenstrahl der Afterflosse nur einen oder zwei Höcker. Die hinteren Abschnitte der Schuppen weisen parallel angeordnete längliche Grate auf. Die Schwanzflossenloben sind auf einem Drittel ihrer Länge geschuppt.

## Systematik und Taxonomie

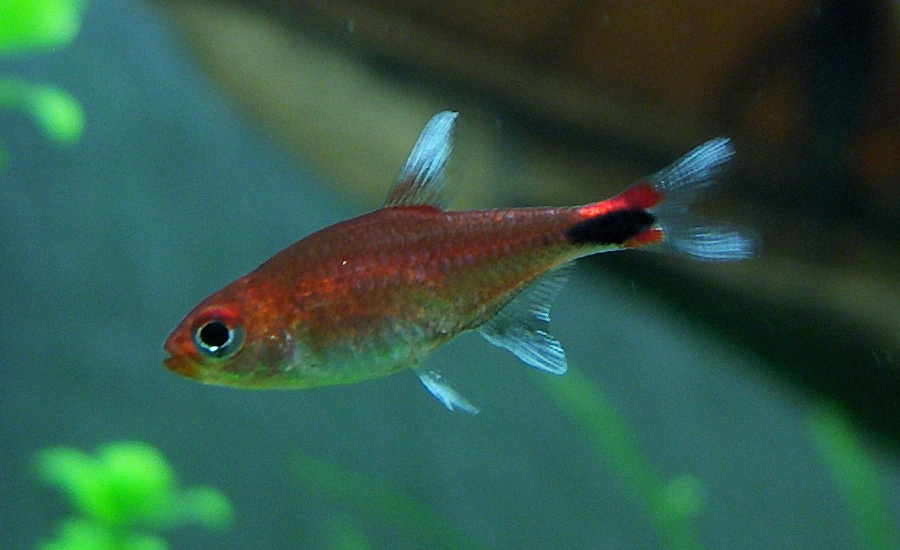
Der Pfeffersalmler (Axelrodia riesei), ein naher Verwandter der Gattung Petitella

Die Gattung Petitella wurde im Jahr 1964 durch den französischen Ichthyologen Jacques Géry und seinen Kollegen Henri Boutière zusammen mit der Erstbeschreibung von Georgies Rotkopfsalmler (Petitella georgiae) eingeführt. Die Gattung blieb mehr als 50 Jahre lang monotypisch, obwohl mit Ahls Rotmaulsalmler schon seit 1924 ein ähnlich wie Georgies Rotkopfsalmler gefärbter Fisch bekannt war und im Jahr 1986 mit Blehers Rotkopfsalmler ein dritter Salmler mit dem charakteristischen Farbmuster beschrieben wurde. Die letzten beiden wurden bis Mitte 2020 der Gattung Hemigrammus zugeordnet. Bei einer phylogenetischen Untersuchung der inneren Systematik der Characidae, den Forschungen im Zusammenhang mit einer Revision der Gattung Astyanax und einer Untersuchung der näheren Verwandtschaft der Neonfische (Paracheirodon) wurde schließlich ein Schwestergruppenverhältnis zwischen Georgies Rotkopfsalmler und Blehers Rotkopfsalmler festgestellt und letzterer wurde zusammen mit Ahls Rotmaulsalmler in die Gattung Petitella gestellt.
Die Schwestergattung von Petitella ist die Gattung Axelrodia. Die zwei Gattungen bilden zusammen mit den Neonfischen (Paracheirodon), dem Blutschwanzsalmler (Hemigrammus stictus) und der Gattung Brittanichthys eine an das Leben in Schwarzwasserflüssen angepasste Klade innerhalb der Unterfamilie Megalamphodinae in der Familie Acestrorhamphidae.

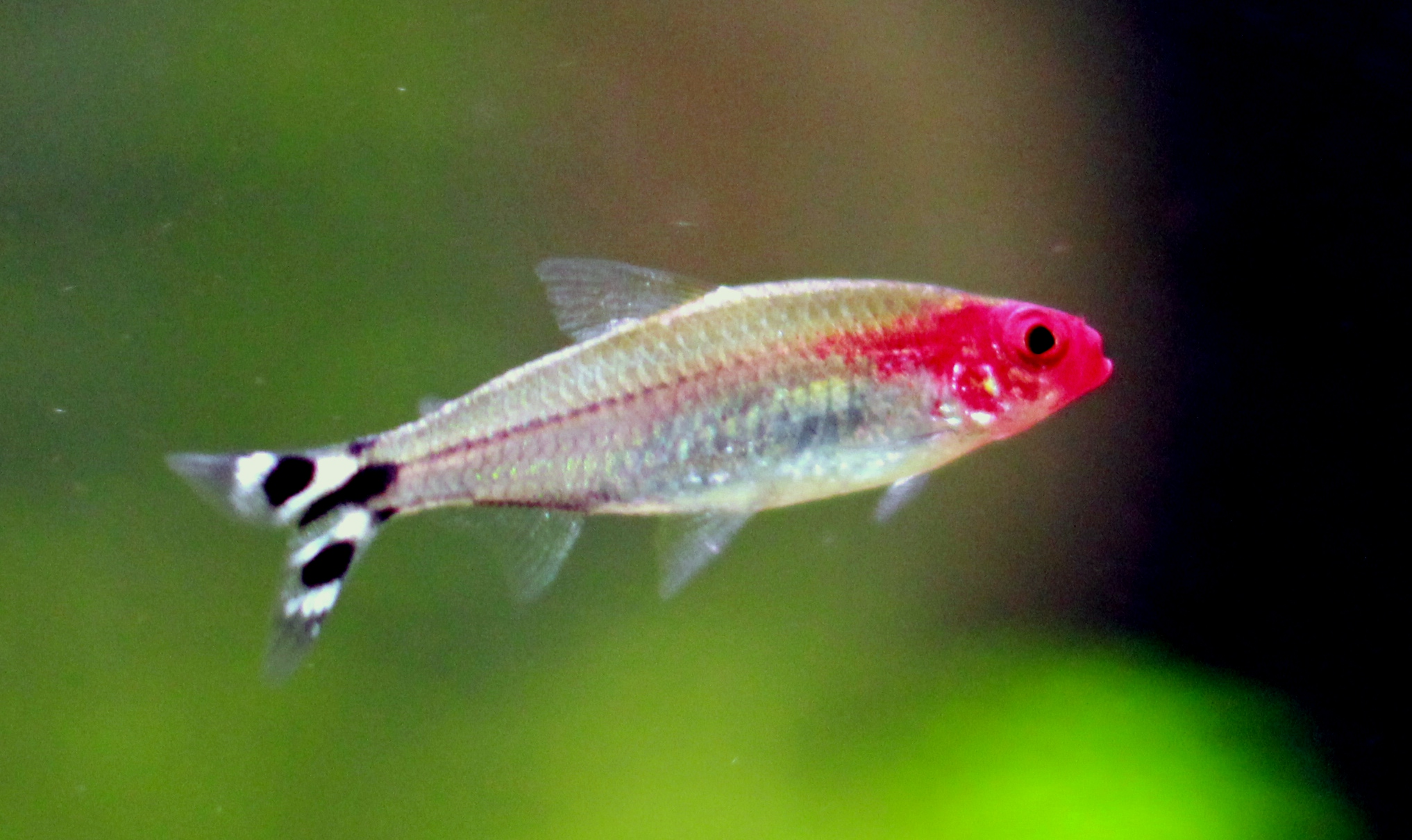
Petitella bleheri

## Arten
- Blehers Rotkopfsalmler (Petitella bleheri)
- Georgies Rotkopfsalmler (Petitella georgiae)
- Ahls Rotmaulsalmler (Petitella rhodostomus)

Bei den derzeit unter der Bezeichnung Petitella georgiae geführten Fischen handelt es sich möglicherweise um zwei Arten, eine aus dem peruanischen Teil der Amazonasbeckens und eine im Rio Purus.

## Belege
1. 1 2 3  Bittencourt, P.S., Machado, V.N., Marshall, B.G., Hrbek, T. & Farias, I.P. (2020): Phylogenetic relationships of the neon tetras Paracheirodon spp. (Characiformes: Characidae: Stethaprioninae), including comments on Petitella georgiae and Hemigrammus bleheri. Neotropical Ichthyology, 18 (2): [1–11]. doi: 10.1590/1982-0224-2019-0109
2. ↑  Géry, J. und H. Boutière (1964): Petitella georgiae gen. et sp. nov. (Pisces, Cypriniformes, Characoidei). Vie et Milieu Suppl. No. 17: 473–484
3. ↑  Géry J, Mahnert V (1986): A new rummy-nose tetra from the Rio Negro, Brazil: Hemigrammus bleheri n. sp. (Characidae, Tetragonopterinae), with comments on Paracheirodon. Tropical Fish Hobbyist 34: 37–40.
4. ↑  Juan Marcos Mirande (2018): Morphology, molecules and the phylogeny of Characidae (Teleostei, Characiformes). Cladistics, Juni 2018. doi: 10.1111/cla.12345
5. ↑  Terán, G.E., Benitez, M.F. & Mirande, J.M. (2020): Opening the Trojan horse: phylogeny of Astyanax, two new genera and resurrection of Psalidodon (Teleostei: Characidae). Zoological Journal of the Linnean Society: zlaa019. April 2020. doi: 10.1093/zoolinnean/zlaa019
6. ↑  Petitella bleheri im Catalog of Fishes (englisch)
7. ↑  Petitella rhodostomus im Catalog of Fishes (englisch)
8. ↑  Bruno F Melo, Rafaela P Ota, Ricardo C Benine, Fernando R Carvalho, Flavio C T Lima, George M T Mattox, Camila S Souza, Tiago C Faria, Lais Reia, Fabio F Roxo, Martha Valdez-Moreno, Thomas J Near, Claudio Oliveira (2024): Phylogenomics of Characidae, a hyper-diverse Neotropical freshwater fish lineage, with a phylogenetic classification including four families (Teleostei: Characiformes) Zoological Journal of the Linnean Society, Volume 202, Issue 1, September 2024, doi: 10.1093/zoolinnean/zlae101